# Burzec
Burzec is een plaats in het Poolse district  Łukowski, woiwodschap Lublin. De plaats maakt deel uit van de gemeente Wojcieszków en telt 850 inwoners.